# روزنغورد
روزينغورد: هي الضاحية الشرقية لمدينة مالمو في السويد. تتميز بحدائقها الجميلة وبنائها الحديث المنتظم
كانت قبل تاسيسها حديقة كبيرة وروزينغورد بالعربية تعني حديقة الزهور. يقطنها الاجانب بالكامل ولا تحوي أي مواطن سويدي. أكثر الاجانب المتواجدين من جنسيات فلسطينية ولبنانية وعراقية وسورية وصومالية وجنسيات شرق أوروبا والباكستان وأفغانستان. احدثت روزينغورد شهرة كبيرة في عام 1998 عندما انطلق من ملاعبها اللاعب العالمي زلاتان ابراهيموفيتش.
انتشرت شهرتها في عام 2015 بسبب اعتبارها من اخطر الاماكن سكنا في أوروبا
يتكلم سكان روزينغورد حوالي 140 لغة ولهجة ووتميز بمكانها المميز القريب من اتوستراد غوتنبرغ ومصلحة الهجرة السويدية
🙂